# Seepunt
Seepunt (Engels: Sea Point) is een woonwijk in Kaapstad. Het is gelegen tussen de Seinheuwel en de Atlantische Oceaan op een paar kilometer afstand van het zakendistrict van Kaapstad.
Vanwege de ligging aan zee is het een populair gebied om te wonen en investeren, waardoor een deel van de woningen en appartementen als tweede woning dient. Een belangrijk deel van het onroerend goed is gekocht door Nederlanders, Duitsers en Britten.